# ボー・サルサー
- ビュー・サルサー
- ボウ・ズルセル

ボー・グレイソン・サルサー（Beau Grayson Sulser, 1994年5月5日 - ）は、アメリカ合衆国カリフォルニア州サンディエゴ郡エスコンディード出身のプロ野球選手（投手）。右投右打。
兄のコール・サルサーも同じくメジャーリーガー（投手）である。

## 経歴

### プロ入りとパイレーツ時代
2017年のMLBドラフト10巡目（全体298位）でピッツバーグ・パイレーツから指名され、プロ入り。契約後、傘下のA-級ウェストバージニア・ブラックベアーズでプロデビュー。16試合（先発6試合）に登板して2勝4敗1セーブ、防御率5.31、33奪三振を記録した。
2018年はA級ウェストバージニア・パワーでプレーし、37試合に登板して5勝8敗8セーブ、防御率2.35、63奪三振を記録した。
2019年はAA級アルトゥーナ・カーブでプレーし、33試合（先発6試合）に登板して8勝3敗2セーブ、防御率2.72、63奪三振を記録した。オフにはアリゾナ・フォールリーグに参加し、ピオリア・ハベリーナズに所属した。
2020年は新型コロナウイルスの影響でマイナーリーグの試合が開催されなかったため、公式戦の登板は無かった。オフにはオーストラリアン・ベースボールリーグのパース・ヒートでプレーした。
2021年はAAA級インディアナポリス・インディアンスでプレーし、26試合（先発24試合）に登板して7勝9敗、防御率5.65、102奪三振を記録した。
2022年の開幕はAAA級インディアナポリスで迎えた。4月24日にメジャー契約を結んでアクティブ・ロースター入りすると、26日のミルウォーキー・ブルワーズ戦でメジャーデビュー。4試合に登板後、5月12日にDFAとなった。

### オリオールズ時代
2022年5月14日にウェイバー公示を経てボルチモア・オリオールズへ移籍した。レギュラーシーズン終了後の10月14日にDFAとなった。

### パイレーツ復帰
2022年10月18日にウェイバー公示を経て古巣のパイレーツへ移籍した。

### 韓国・KT時代
2022年11月24日、韓国プロ野球のKTウィズと契約した。2023年6月9日、ウェーバー公示され、6月16日、自由契約選手となった。KTでは1勝しかあげられなかった。

### 台湾・楽天時代
2025年1月21日、台湾プロ野球の楽天モンキーズと契約合意に達したことが明かされた。

## 詳細情報

### 年度別投手成績
| 年 度    | 球 団    | 登 板 | 先 発 | 完 投 | 完 封 | 無 四 球 | 勝 利 | 敗 戦 | セ 丨 ブ | ホ 丨 ル ド | 勝 率 | 打 者 | 投 球 回 | 被 安 打 | 被 本 塁 打 | 与 四 球 | 敬 遠 | 与 死 球 | 奪 三 振 | 暴 投 | ボ 丨 ク | 失 点 | 自 責 点 | 防 御 率 | W H I P |
| -------- | -------- | ----- | ----- | ----- | ----- | -------- | ----- | ----- | -------- | ----------- | ----- | ----- | -------- | -------- | ----------- | -------- | ----- | -------- | -------- | ----- | -------- | ----- | -------- | -------- | ------- |
| 2022     | PIT      | 4     | 0     | 0     | 0     | 0        | 0     | 0     | 0        | 0           | ----  | 46    | 9.2      | 8        | 1           | 6        | 2     | 1        | 10       | 0     | 0        | 9     | 4        | 3.72     | 1.45    |
| 2022     | BAL      | 6     | 0     | 0     | 0     | 0        | 0     | 0     | 0        | 0           | ----  | 53    | 12.2     | 16       | 2           | 3        | 0     | 0        | 9        | 0     | 0        | 5     | 5        | 3.55     | 1.50    |
| '22計    | BAL      | 10    | 0     | 0     | 0     | 0        | 0     | 0     | 0        | 0           | ----  | 99    | 22.1     | 24       | 3           | 9        | 2     | 1        | 19       | 0     | 0        | 14    | 9        | 3.63     | 1.48    |
| 2023     | KT       | 9     | 9     | 0     | 0     | 0        | 1     | 7     | 0        | 0           | .125  | 221   | 49.2     | 66       | 6           | 14       | 1     | 0        | 35       | 2     | 0        | 32    | 31       | 5.62     | 1.61    |
| MLB：1年 | MLB：1年 | 10    | 0     | 0     | 0     | 0        | 0     | 0     | 0        | 0           | ----  | 99    | 22.1     | 24       | 3           | 9        | 2     | 1        | 19       | 0     | 0        | 14    | 9        | 3.63     | 1.48    |
| KBO：1年 | KBO：1年 | 9     | 9     | 0     | 0     | 0        | 1     | 7     | 0        | 0           | .125  | 221   | 49.2     | 66       | 6           | 14       | 1     | 0        | 35       | 2     | 0        | 32    | 31       | 5.62     | 1.61    |

- 2023年度シーズン終了時
- 「-」は記録なし

### 年度別守備成績
| 年 度 | 球 団 | 投手（P） | 投手（P） | 投手（P） | 投手（P） | 投手（P） | 投手（P） |
| 年 度 | 球 団 | 試 合     | 刺 殺     | 補 殺     | 失 策     | 併 殺     | 守 備 率  |
| ----- | ----- | --------- | --------- | --------- | --------- | --------- | --------- |
| 2022  | PIT   | 4         | 0         | 1         | 1         | 0         | .500      |
| 2022  | BAL   | 6         | 2         | 0         | 0         | 0         | 1.000     |
| '22計 | BAL   | 10        | 2         | 1         | 1         | 0         | .750      |
| MLB   | MLB   | 10        | 2         | 1         | 1         | 0         | .750      |

- 2022年度シーズン終了時

### 背番号
- 69（2022年 - 同年5月11日）
- 67（2022年5月27日 - 同年終了）
- 40（2023年）
- 88（2025年 - ）